# Juan B. Rojo de la Vega
Juan B. Rojo de la Vega (* 17. November 1889 in Culiacán, Sinaloa; † 1945) war ein mexikanischer Botschafter.

## Leben
Juan Bautista Rojo de la Vega war der Sohn von Elisa de la Vega und Juan B. Rojo zu Zeiten von Francisco Cañedo (1893–1909) zeitweise Gouverneur von Sinaloa. Juan Bautista Rojo de la Vega studierte Rechtswissenschaft an der Escuela Nacional de Jurisprudencia, der University of Washington und heiratete 1889 Dolores Cecilia Bonillas.
| Vorgänger               | Amt                                                                  | Nachfolger              |
| ----------------------- | -------------------------------------------------------------------- | ----------------------- |
| Pablo Herrera de Huerta | Mexikanischer Geschäftsträger in Tokio 14. April bis 19. Juni 1920   | Pablo Herrera de Huerta |
| Pablo Herrera de Huerta | Mexikanischer Geschäftsträger in Peking 25. Januar bis 20. Juni 1920 | Pablo Herrera de Huerta |